# Animal dañino

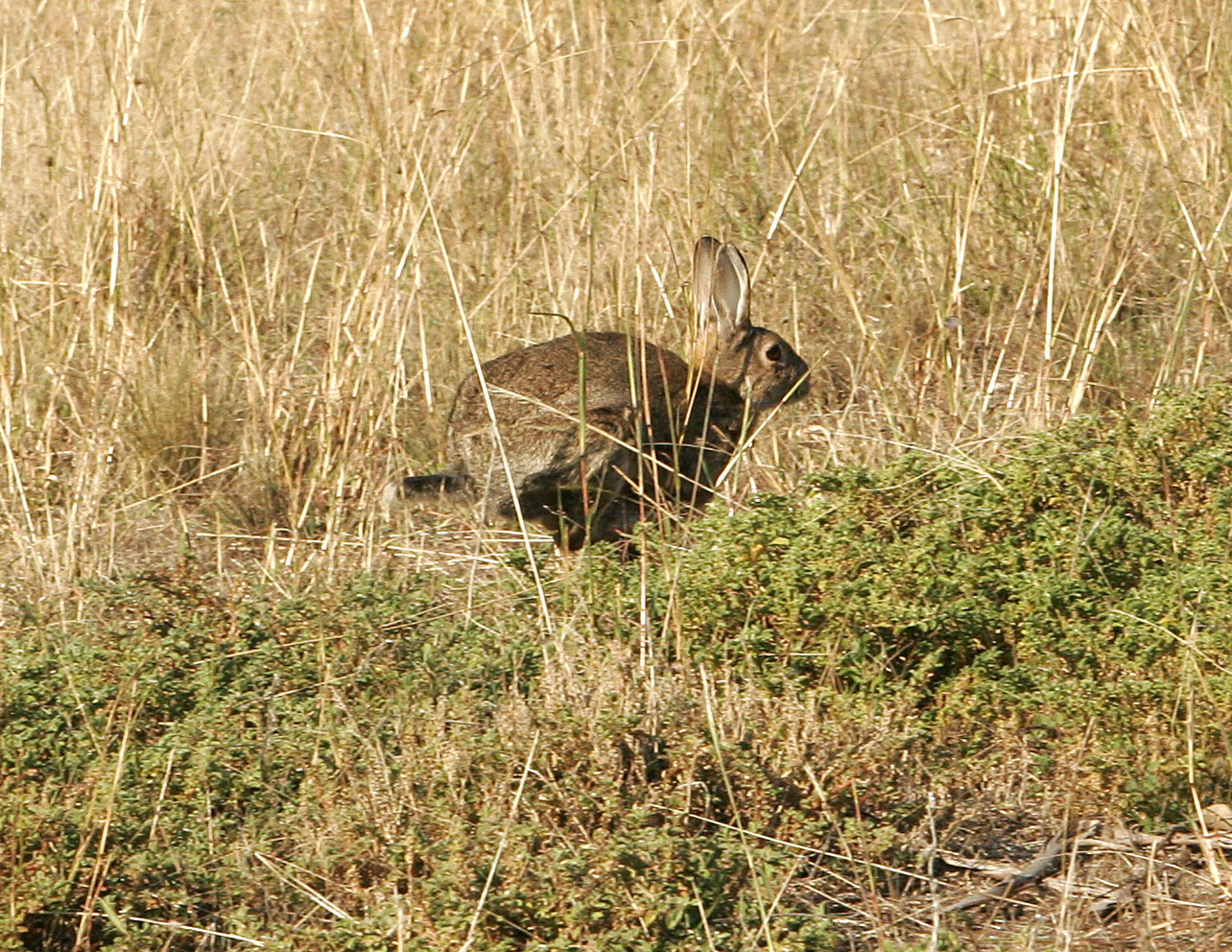
El conejo salvaje es considerado como una "alimaña" en Australia.

Un animal dañino o alimaña, es el nombre que se emplea habitualmente para referirse a los animales de cualquier especie o tamaño que pueden causar problemas sanitarios y económicos al ser humano. El término también puede incluir a las especies invasoras introducidas en un nuevo hábitat.

## Etimología
«Alimaña» proviene del latín animalia, plural de anĭmal, -ālis, «animal». El término en inglés para alimaña es "vermin". Este término deriva del latín "vermis" (gusano) y se utilizó originalmente para las larvas parecidas a gusanos de ciertos insectos, muchos de los cuales infestan los alimentos.

## Alimañas
Las alimañas, son básicamente animales dañinos o molestos que pueden propagar enfermedades, destruir los campos de cultivos o infestar al ganado. Debido a que el término se define en relación con las actividades humanas, las especies que se incluyen varían según la región y la actividad económica. El término alimañas, se utiliza para referirse a una amplia gama de organismos, que pueden incluir a; roedores, cucarachas, termitas, chinches,mosquitos, hurones, armiños, visones, ratas, zorros y otras bestias. El término "alimañas" se aplica a animales de todos los tamaños, desde pequeños roedores y depredadores hasta animales más grandes como zorros y jabalíes, generalmente porque consumen recursos que los humanos consideran suyos, como el ganado y los cultivos, otro ejemplo son las aves passeriformes que comen cereales y frutas. El cuervo americano, es muy odiado por los agricultores, debido a la depredación de los cultivos, debido a esto, hay una temporada de caza específica para los cuervos, y se les puede disparar libremente si representan una amenaza para la naturaleza, la salud pública o la economía.Las palomas, que han sido introducidas ampliamente en entornos urbanos, también se consideran a veces como "alimañas".Algunas variedades de serpientes y arácnidos también suelen denominarse alimañas. La declaración del milano real como alimaña provocó su declive y extinción en el Reino Unido en el siglo XX. Sin embargo, el milano real se ha reintroducido en gran parte de Escocia, Inglaterra y Gales, mediante el traslado de parejas reproductoras desde otras partes de Europa.

### Uso del término en personas
Históricamente, entre los siglos XVI y XVII, el término "alimañas" también se utilizó como término despectivo asociado a determinados grupos de personas como mendigos y vagabundos.

## Animales dañinos
El vocablo también describe especies que asaltan las fincas desde el exterior, refiriéndose a depredadores como perros salvajes, zorros, comadrejas y coyotes, lobos y osos, y en menor grado, animales herbívoros que dañan los cultivos y la tierra. En Brasil, un animal que ha estado llamando la atención en los últimos años es el jabalí, cuya caza es permitida, debido a las grandes molestias que viene ocasionando.Un ejemplo de animal grande considerado como un animal dañino en algunas regiones de Brasil es el búfalo.

## Especies invasoras
Cualquier especie puede llegar a convertirse en una plaga y causar un deterioro del equilibrio ecológico, si se introduce en una región donde existen condiciones de vida favorables y pocos depredadores naturales, en tales casos, se les considera una especie invasora y los humanos a menudo optan por desempeñar el papel de depredador para limitar el peligro para el medio ambiente natural; algunos ejemplos de especies invasoras incluyen a las cabras en las Islas Galápagos y a los conejos y los gatos en Australia.